# AngelSmile
AngelSmile（エンジェルスマイル）はかつて存在していた株式会社シーディーブロスのアダルトゲームブランド、2000年から2003年辺りまで活動。「Pandemonium」という陵辱系のアダルトゲームを開発したサブブランドもあった。「DISKDREAM」ブランドの後継ブランドで何れも同人ゲームサークル「Hon-Pro」のスタッフが携わっており、現在スタッフの一部は「ふぁんな」という同人ゲームサークルで活動している。

## 作品一覧
AngelSmile
- 浪漫珠 〜ろまんす〜
- プライベートナース
- ヴェルベットエコー
- しすこん 〜妹魂〜
- はぁとdeルームメイト
- アキバでお茶しよっ!
- しあわせのかたち

Pandemonium
- Paradox 〜破戒の螺旋〜（発売はDEEP ZONE）

## 主なスタッフ
原画
- ますやまけい
- 根須魂介 - 現在は「ふぁんな」で活動
- 折詰田如意三

シナリオ
- JUN - 現在は「ふぁんな」や商業アダルトゲームブランド「アンダーリップ」等で活動
- ひゅるお